# Pantanal Linhas Aéreas
Pantanal Linhas Aéreas Sul-Matogrossenses, действующая как Pantanal — региональная авиакомпания Бразилии со штаб-квартирой в городе Сан-Паулу, работающая на рынке пассажирских перевозок в юго-восточной части страны.
Главными транзитными узлами хабами перевозчика являются Аэропорт Конгоньяс/Сан-Паулу и Международный аэропорт Сан-Паулу/Гуарульос. Pantanal принадлежит авиационному холдингу TAM Group
По данным Национального агентства гражданской авиации Бразилии в 2009 году доля авиакомпании Pantanal на рынке внутренних перевозок страны составила 0,14 % (по показателю пассажиров на километр). В августе 2010 года доля перевозчика увеличилась до 0,20 %. С сентября 2010 года статистика по авиакомпании Pantanal перестала публиковаться отдельным пунктом и отныне входит в совокупную статистику авиахолдинга TAM Group, в составе которого находится ещё одна бразильская авиакомпания и крупнейший коммерческий перевозчик Латинской Америки TAM Airlines.

## История
Авиакомпания Pantanal Linhas Aéreas Sul-Matogrossenses была образована почти сразу после отмены правительственного постановления о регулировании коммерческих авиаперевозок Бразилии и начала операционную деятельность 12 апреля 1993 года. Штаб-квартира перевозчика находилась в городе Кампу-Гранди. Pantanal стала первой бразильской авиакомпанией, эксплуатировавшей самолёты ATR 42, которые поступили в её флот в декабре 1993 года. Спустя два года Pantanal выиграла правительственный тендер на перевозку сотрудников и грузов нефтедобывающей компании Petrobras по её точкам присутствия на территории Амазонской низменности.
21 декабря 2009 года TAM Airlines приобрела авиакомпанию Pantanal, однако решила сохранить её в качестве отдельного регионального филиала с собственной маршрутной сетью в составе авиахолдинга TAM Group.

## Флот
По состоянию на декабрь 2010 года воздушный флот авиакомпании Pantanal Linhas Aéreas состоял из следующих самолётов, пассажирские салоны которых сконфигурированы только в одноклассной компоновке:

## Маршрутная сеть
- Арасатуба — Аэропорт имени Дариу Гуариты
- Бауру / Ареалва — Аэропорт имени Мусы Накла Тобиаса
- Белу-Оризонти — Международный аэропорт Танкреду Невес
- Бразилиа — Международный аэропорт Бразилиа имени президента Жуселину Кубичека
- Кабу-Фриу — Международный аэропорт Кабу-Фриу [сезонный]
- Куяба — Международный аэропорт имени маршала Рондона
- Куритиба — Международный аэропорт Куритиба
- Ильеус — Аэропорт имени Жоржи Амаду
- Форталеза — Международный аэропорт Пинту Мартинс
- Жуан-Песоа — Международный аэропорт имени президента Кастру Пинту
- Жуис-ди-Фора
- Марилия — Аэропорт Марилия
- Маринга — Региональный аэропорт Маринга
- Порту-Алегри — Международный аэропорт Салгаду Филью
- Президенти-Пруденти — Аэропорт Президенти-Пруденти
- Ресифи — Международный аэропорт Жилберто Фрейре
- Рибейран-Прету — Аэропорт Рибейран-Прету имени доктора Лейти Лопеса
- Рио-де-Жанейро — Международный аэропорт Галеан
- Сан-Паулу
  - Аэропорт Конгоньяс хаб
  - Международный аэропорт Сан-Паулу/Гуарульос хаб
- Сан-Жозе-ду-Риу-Прету — Аэропорт Сан-Жозе-ду-Риу-Прету
- Салвадор — Международный аэропорт имени депутата Луиса Эдуарду Магальяйнса
- Терезина — Аэропорт имени сенатора Петрониу Портеллы
- Убераба